# Honeysuckle Rose
Honeysuckle Rose é um filme norte-americano de 1980, do gênero drama musical, dirigido por Jerry Schatzberg e estrelado por Willie Nelson, Dyan Cannon e Amy Irving.